# Solčava
Solčava este o localitate din comuna Solčava, Slovenia, cu o populație de 241 de locuitori.